# Kaczyniec
Kaczyniec – (dawniej także Kaczeniec) wieś w Polsce położona w województwie wielkopolskim, w powiecie kolskim, w gminie Koło.
W latach 1975–1998 miejscowość administracyjnie należała do województwa konińskiego.
W miejscowości źródła swe ma rzeka Warcica.

## Informacje ogólne
Miejscowość leży 10 km na północ od Koła, przy drodze lokalnej z Sokołowa do
Dębów Szlacheckich.

## Historia
Wieś jest wymieniona w Słowniku geograficznym Królestwa Polskiego z roku 1882, wówczas jako kolonia w ówczesnej gminie Czołowo, należąca do dóbr Wrząca.